# Sphaerobunus editus
Sphaerobunus editus is een hooiwagen uit de familie Gonyleptidae.